# Boa Sorte (Cariacica)
Boa Sorte é um bairro localizado na região 6 do município de Cariacica, Espírito Santo, Brasil. O bairro está inserido no polo comercial da Grande Bela Aurora, que inclui também bairros como Vale Esperança, Sotelândia, Vista Mar e Bandeirantes.
Entre os principais logradouros, estão a Avenida Zanotti, as ruas São Luís, Duque de Caxias, Dom Pedro II e Vasco da Gama. É por elas que o ônibus da linha 731 do Transcol também faz seu percurso.
O comércio local ainda é pequeno, contendo principalmente bares, salões de beleza, além de lojas diversas, material de construção, padaria, lanchonetes e um supermercado. A praça principal do bairro possui um quadra poliesportiva e é onde fica localizada a Igreja Católica São João Batista.